# Rafel Janini Janini
Rafel Janini Janini (Tarragona, 1866 - València, 1948) fou un enginyer agrònom català.
Llicenciat l'any 1888 va destacar pel seu treball per a millorar la riquesa agrícola i forestal i erradicar la plaga de la fil·loxera, especialment al País Valencià. Avançat a la seva època pel que fa a l'ecologisme i la defensa del medi ambient va dirigir l'Estació d'Ampelografia Americana de València i l'Estació de Viticultura i Enologia de Requena (1919-1924). Precisament a la localitat de Requena hi ha bust en record seu, obra de l'escultor Marcos Díaz Pintado, i des de 1960 un carrer de València porta també el seu nom.
Distingit amb la Gran Cruz de la Orden civil del Mérito Agrícola (1911) va jubilar-se l'any 1933.

## Llegat
A ell devem el primer tractat espanyol dedicat a donar a conèixer i fomentar els arbres monumentals, titulat Algunos árboles y arbustos viejos de la provincia de Valencia publicat l'any 1914 (València; Impr. de Francisco Vives Mora).
El 2013 la Diputació de València va adquirir vint-i-tres plaques fotogràfiques positives originals, de gran valor històric i documental, utilitzats en la seva obra.